# مجلس الشيوخ الصومالي
مجلس الشيوخ الصومالي(بالصومالية: Golaha Aqalka Sare Ee Soomaliya)‏ هو المجلس الأعلى للهيئة التشريعية المكونة من مجلسين في الصومال. مجلس الشيوخ الصومالي هو الغرفة العليا في البرلمان الفيدرالي الصومالي، والذي يشكل مع الغرفة السفلى الهيئة التشريعية الصومالية. تقع غرفة مجلس الشيوخ في العاصمة الصومالية مقديشو.
يشير مصطلح "سيناتور" عادة إلى عضو مجلس الشيوخ في البرلمان الفيدرالي الصومالي،

ويستخدم مصطلح "حلطبان" للإشارة إلى عضو مجلس النواب، وهذا لا يعني أن السابق أقوى من الأخير. موافقة المجلسين ضرورية لكي يصبح التشريع قانونًا، وبالتالي، يمكن لمجلس الشيوخ رفض مشاريع القوانين التي أقرها مجلس النواب.

## التاريخ
ظهر مجلس الشيوخ في عام 2016 عندما تحولت الصومال إلى مجلسين تشريعيين وشكلت برلمانها العاشر. كان هذا بعد أن تم تكليف المادة 61 والمادة 71 التي جلبت مجلس الشيوخ إلى حيز الوجود، وبالتالي الاضطلاع بمسؤوليات البرلمان التاسع. يتكون مجلس الشيوخ من 54 عضوًا من مختلف الدول الأعضاء الفيدرالية في البلاد. يتألف مجلس الشيوخ من أعضاء مجلس الشيوخ، يمثل كل منهم ولاية واحدة في مجملها. وزاد عدد الناخبين من 135 من كبار السن الذكور في عام 2012 إلى أكثر من 14 ألفًا بينهم 30 في المائة من النساء. يمثل مجلس الشيوخ الصومالي الدول الأعضاء الفيدرالية وهو مسؤول عن تسهيل مبادئ الفيدرالية، ووضع القوانين وتعديلها، والتدقيق في مشاريع القوانين وتنفيذ وظائف الرقابة.

## المجلس
يضم مجلس الشيوخ الصومالي 54 عضوًا في من مختلف الولايات الأعضاء الفيدرالية الصومالية، وهي الولاية المنفصلة صوماليلاند وبونتلاند و جوبالاند و غلمدغ و جنوب غرب الصومال وأيضا ولاية هيرشبيلي.
| صوماليلاند       | 11 | 20%  |
| بونتلاند         | 11 | 20%  |
| جوبالاند         | 8  | 15%  |
| غلمدغ            | 8  | 15%  |
| جنوب غرب الصومال | 8  | 15%  |
| هرشبيلي          | 8  | 15%  |
| المجموع          | 54 | 100% |